# Pomník obětem vojenských táborů nucených prací
Pomník obětem vojenských táborů nucených prací je ocelový pomník/památník a socha, jehož autorem je český umělec Ctibor (Borek) Bayer (1925–2012). Pomník je umístěn na náměstí Budovatelů v části Nové Město okresního města Karviná. Geograficky se také nachází v Ostravské pánvi v Moravskoslezském kraji a v Horním Slezsku.

## Další informace
Dílo vzniklo v roce 1998 a připomíná existenci vojenských táborů nucené práce (VTNP, v letech 1948–1950) a pomocných technických praporů (PTP, v letech 1950–1954), které představovaly formu mimosoudní represe v rámci komunistického režimu v socialistickém Československu. Oba typy těchto vojenských jednotek neměly oporu v tehdejších právních předpisech a tudíž šlo o zneužití zákona o branné povinnosti.
Na betonovém odstupňovaném soklu je umístěna oboustranná kovová svařovaná abstraktní plastika s reliéfy. Na jedné straně plastiky je znázorněn horník.

## Nápisy na pomníku
| „ | VĚNOVÁNO PAMÁTCE VOJENSKÝCH TÁBORŮ NUCENÝCH PRACÍ -PTP- | “ |

| „ | 1948 1955 | “ |

## Galerie

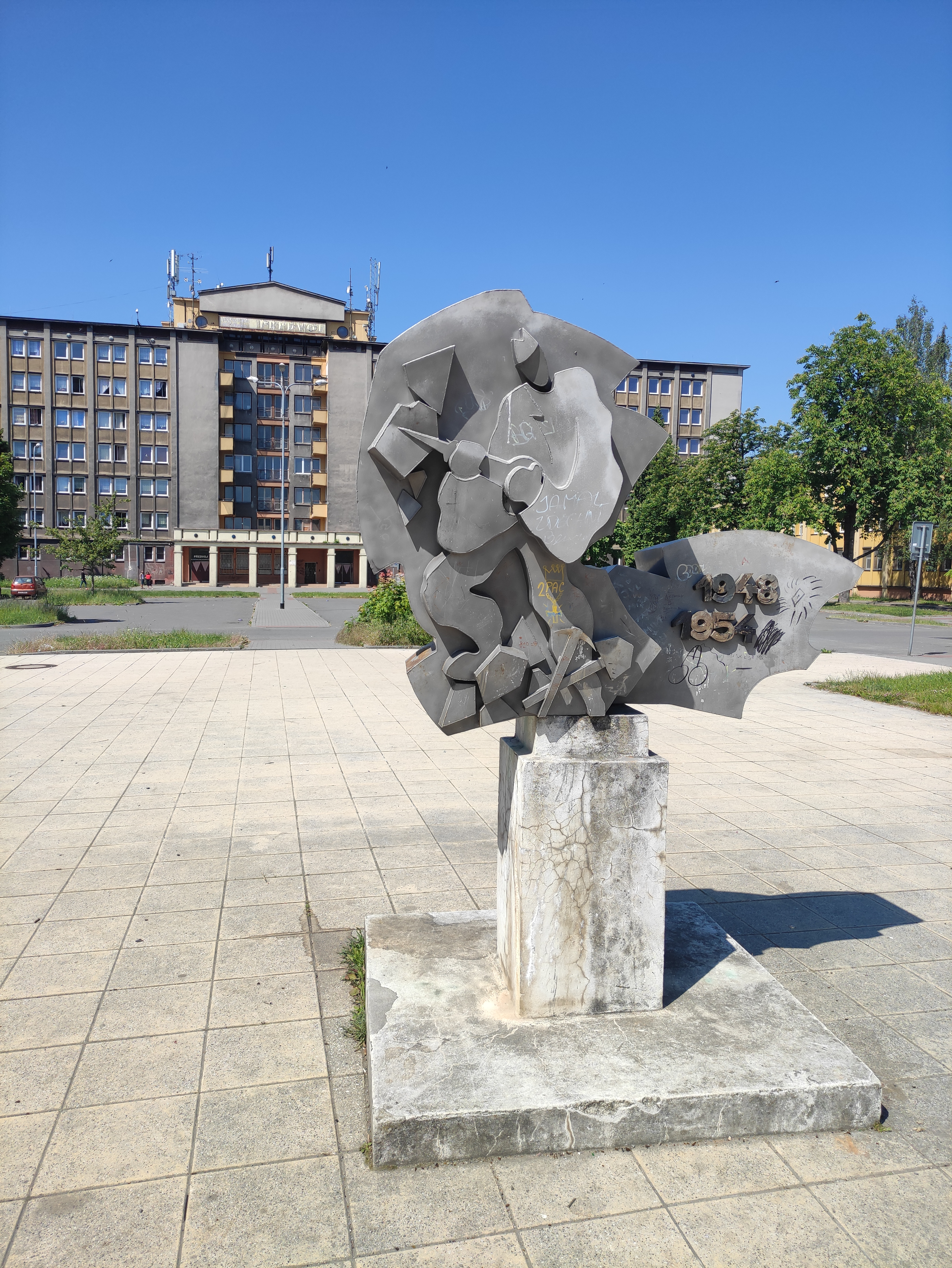
Pohled na pomník
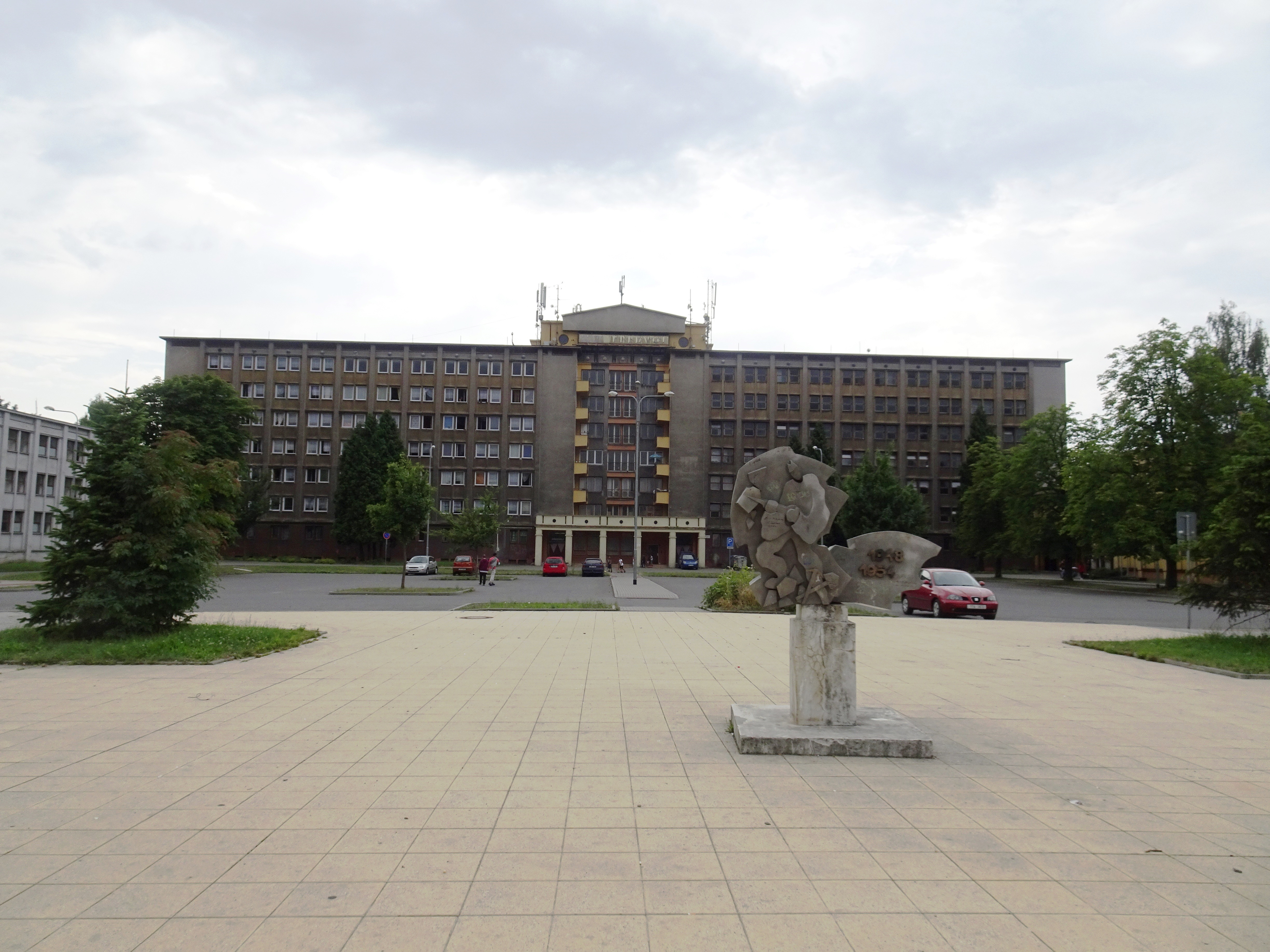
Umístění pomníku na náměstí